# Eleonora de Toledo
Eleonora de Toledo (italiană Eleonora di Toledo; n. 1522, Toledo, Castilia-La Mancha, Spania – d. 17 decembrie 1562, Pisa, Ducatul Florenței⁠(d)), născută Doña Leonor Álvarez de Toledo y Osorio, a fost o nobilă spaniolă prin naștere și Ducesă de Florența prin căsătorie. A fost prima soție a lui Cosimo I de' Medici, Mare Duce de Toscana și a doua ducesă a Florenței după Margareta de Parma. Chiar dacă deseori este numită Marea Ducesă Eleonora, nu a fost Mare Ducesă deoarece a murit înainte de crearea Marelui Ducat de Toscana. În timpul absenței soțului ei, a fost regentă a Florenței. Renumită pentru frumusețea ei, este subiectul principal al celui mai celebru tablou a lui Bronzino, unde apare împreună cu fiul ei Giovanni.

## Biografie
Eleonora s-a născut la Alba de Tormes, Salamanca; era a doua fiică a lui Don Pedro Álvares de Toledo, marchiz de Villafranaca, vicerege de Neapole și a lui María Osorio.
Eleonora s-a căsătorit cu Cosimo I de' Medici în primăvara anului 1539, la vârsta de șaptesprezece ani. Cosimo, care era în căutarea unei soții care să-l ajute să-și consolideze poziția politică, inițial ceruse mâna văduvei ducelui Alessandro de' Medici, Duce al Florenței, asasinat de verișorul său Lorenzino de' Medici. Dar Margareta de Parma, fiica naturală a lui Carol Quintul, s-a demonstrat foarte reticentă, ceea ce-i convenea tatălui ei care avea alte planuri matrimoniale pentru ea. Împăratul, care nu dorea să și-l facă dușman pe Cosimo, în locul arhiducesei, i-a propus mâna uneia dintre fiicele viceregelui Neapolelui, care era unul dintre cei mai bogați și influenți bărbați ai peninsulei.

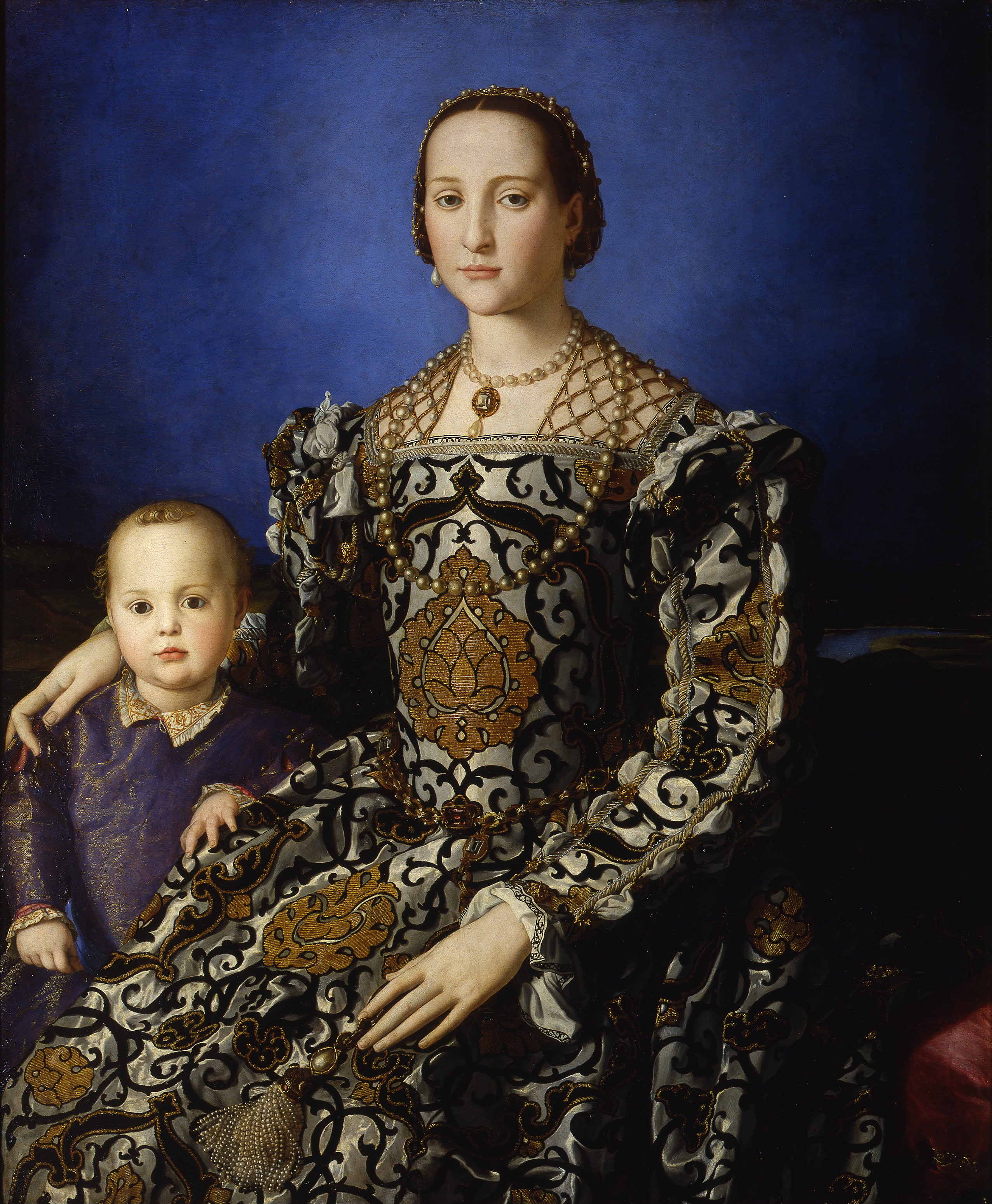
Eleonora de Toledo cu fiul ei Giovanni, tablou de Agnolo Bronzino din 1545. Este considerat primul portret de stat ce reprezintă soția unui conducător împreună cu moștenitorul lui. Tabloul era destinat să reprezinte bogăția și continuitatea familiei de' Medici. Un mit spunea că ea a fost înmormântată cu această rochie, dar noi cercetări arată că a fost înmormântată cu o rochie diversă, mult mai simplă.

Eleonora era cunoscută pentru frumusețea ei răpitoare: părul castaniu, ochi căprui, avea chipul de un oval perfect, linii dulci și de o înnăscută maiestate, după cum dealtfel se vede și în portretele ei. Fără să ne hazardăm, se poate spune că Eleonora era cea mai fascinantă soție ce intra în casa de Medici din timpul Lucreției Tornabuoni.
Căsătorită prin procură în 29 martie 1539, Eleonora a sosit la Neapole în 11 iunie, însoțită de fratele ei García Álvarez de Toledo y Osorio, cu o flotă de șapte galere, iar în dimineața de 22 iunie a debarcat la Livorno. În aceeași zi au plecat spre Pisa, iar la jumătatea drumului s-a întâlnit cu Cosimo pentru prima oară. După un scurt sejur la Pisa, cuplul a plecat spre Florența, oprindu-se câteva zile la Villa Pogio a Caiano. În 29 iunie își face intrarea în Florența, iar căsătoria se celebrează cu mare fast în biserica San Lorenzo și este urmată de festivități minunate.
Cosimo, ajuns de puțin timp la putere, nu avea relații politice și fonduri economice, astfel prin această căsătorie s-a găsit în posesia unui patrimoniu imens și înrudit cu guvernatorul Italiei meridionale (Don Pedro obținuse reînnoirea funcției de guvernator până la moartea sa în 1553). Cuplul a locuit inițial la Palazzo Medici Riccardi, din via Larga, iar apoi s-a transferat la Palazzo Vechio, care a fost restructurat și mărit cu această ocazie.
Cuplul era foarte îndrăgostit după mărturiile cronicarilor și a numeroaselor scrisori dintre cei doi. Cât timp a trăit Eleonora, Cosimo nu a avut aventuri cu alte femei, care dificil ar fi trecut neobservate într-un oraș unde toți ochii erau ațintiți asupra lui. Eleonora la rândul său era atât de atașată de soțul ei încât uneori atingea morbiditatea: când a aflat de o călătorie a ducelui în care nu putea să-l însoțească, unii curteni au văzut-o plângând și smulgându-și părul. Când el era plecat, ea trăia așteptând scrisorile lui: dorea cel puțin două pe zi.
Eleonora avea caracterul potrivit pentru un om ca Cosimo, care era introvertit și schimbător. Era unica persoană care avea influență asupra lui, de sfaturile căreia asculta și care știa cum să atenueze schimbările bruște de dispoziție ale soțului.
Motto-ul ales de Cosimo pentru Eleonora cum pudore laeta foecunditas, însoțit de o păuniță ce-și proteja puii sub aripi, se potrivea caracterului Eleonorei: maternă, dar mândră.
Florentinii nu au iubit-o în mod particular deoarece era socotită trufașă, nefiind obișnuiți cu mândria curții spaniole. Nu se deplasa niciodată pe jos prin oraș, ci călare sau într-o lectică îmbrăcată în satin verde în interior și în catifea de aceeași culoare în exterior. Acolo stătea în spatele perdelelor, fără să se facă văzută, mereu ascunsă privirilor, deci inaccesibilă. Totuși în timp a câștigat o mare influență în Florența, iar prin acțiunile sale ea demonstra bunăvoința ei față de popor: făcea milostenii generoase, ajuta tinerele sărace fără zestre să se căsătorească , susținea micul cler, uneori chiar din propria rentă. Era interesată de agricultură și afaceri și a ajutat la extinderea și creșterea profitului vastelor moșii ale familiei Medici, dar în același timp a fost caritabilă și față de țărani. L-a sprijinit fără ezitare pe Cosimo în politica sa, iar acesta avea încredere în ea și în timpul absențelor lui ea era regentă. Prin urmare, influența pe care o avea asupra soțului ei a devenit cunoscută și de multe ori cei care nu reușeau să obțină o audiență la Cosimo, apelau la ea pentru a le pleda cauza. Nu se știe totuși exact cât de mare era influența ei, dar importanța și utilitatea ei nu poate fi ignorată. 
Iubea animalele domestice și se știe că avea un cățel, o pisică și un papagal.
Avea o pasiune nemăsurată pentru bijuterii, iar veșmintele sale erau splendide și rafinate.
Religiozitatea sa se apropia uneori de bigotism, dar îi plăceau și jocurile de noroc, pariurile, cursele de cai și iubea mult călătoriile.       
A încurajat artele și a fost patroana celor mai mari artiști ai epocii.

## Sfârșitul

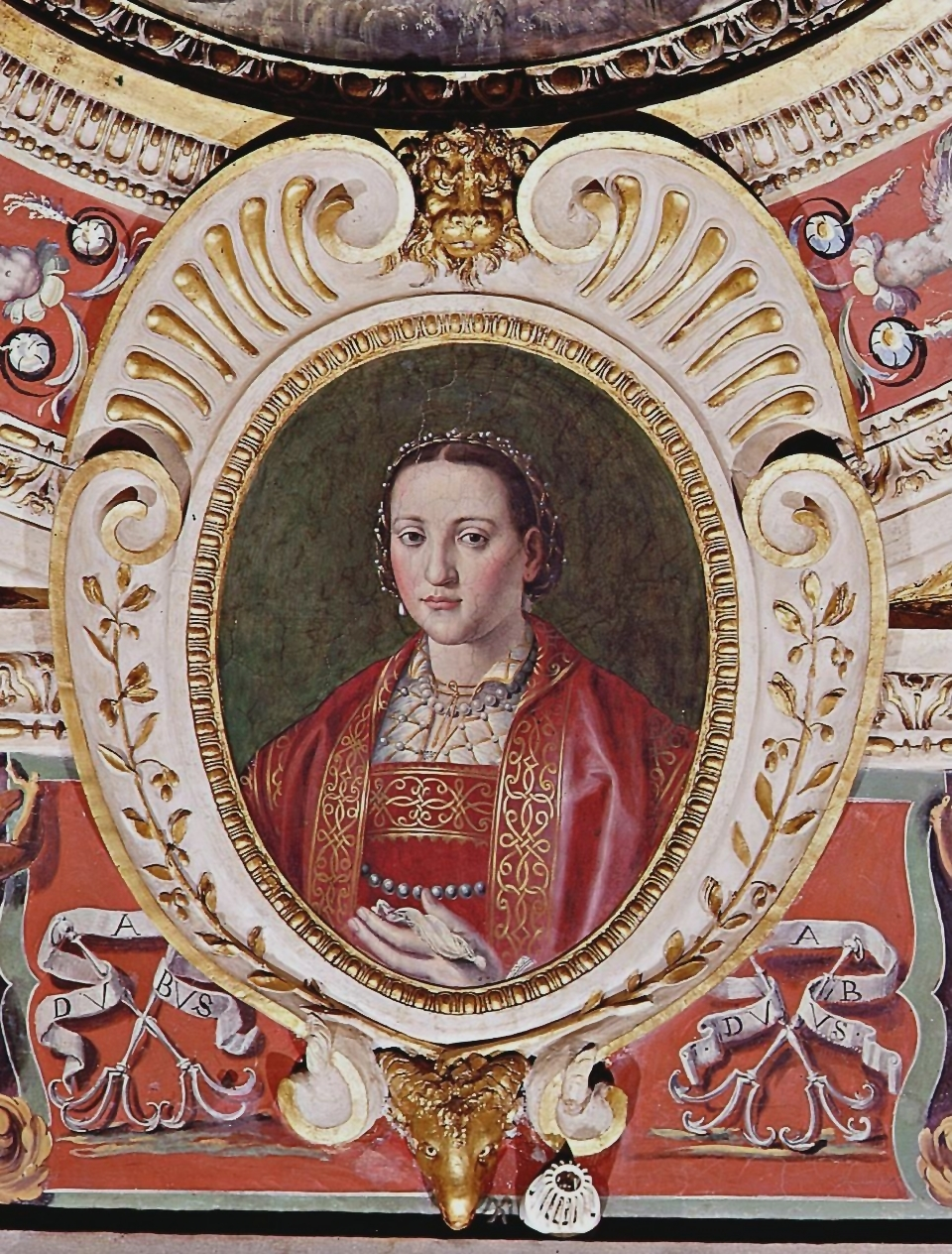
Portret al Eleonorei de Toledo de Giorgio Vasari, cca. 1560

În octombrie 1562 Eleonora și Cosimo au plecat la Maremma, de unde apoi urmau să se îmbarce spre Spania pentru a-l vizita pe fiul lor Francesco. Cu ei se aflau trei dintre copiii lor: Giovanni, Garzia și Ferdinando. În timpul unei opriri la Rosignano Marittimo, Giovanni și Garzia loviți de febră, au murit, după câteva zile și Eleonora s-a îmbolnăvit și a murit la Pisa. Pentru a o scuti de alte suferințe după disperarea la moartea lui Giovanni, i s-a ascuns înainte de a muri că și Garzia murise. S-a salvat doar Ferdinando, care mai târziu va deveni cardinal și apoi Mare Duce. 
De-a lungul timpului a luat naștere un mit despre aceste evenimente, mit inventat probabil de dușmanii lui Cosimo. După acest mit Garzia în vârstă de 16 ani, l-ar fi ucis pe Giovanni, 19 ani,  în timpul unei partide de vânătoare, iar Cosimo aflând acest fapt l-ar fi ucis pe Garzia. Eleonora, după cele întâmplate ar fi murit de inimă rea, îndurerată fiind și de recenta moarte a fiicei sale Lucrezia. Multe documente însă, printre care și scrisorile lui Cosimo pentru fiul său Francesco, arată că moartea Eleonorei și a fiilor săi a fost provocată de malarie. Astăzi, după exhumarea corpurilor familiei, studii științifice moderne de medicină-legală demonstrează că moartea lor a fost provocată de malarie.
Pentru mult timp s-a crezut că Eleonora a fost înmormântată în rochia din celebrul portret de Bronzino, dar la deschiderea mormântului s-a văzut că purta o rochie mult mai simplă. După o restaurare lungă și complexă, rochia a fost expusă la Galleria del Costume din Palazzo Pitti din Florența. Fiind foarte fragilă, nu este posibilă o expunere tridimensională.

## Urmași
Eleonora și Cosimo au avut unsprezece copii, dar mulți dintre ei au murit din cauza tuberculozei sau a malariei.
- Maria de' Medici (n. 3 aprilie 1540 - d. 19 noiembrie 1557); a murit de malarie.
- Francesco I de' Medici, Mare Duce de Toscana (n. 25 martie 1541 - d. 19 octombrie 1587); a fost căsătorit cu Ioana a Austriei și apoi cu Bianca Capello. Se pare că a murit de malarie, dar s-a crezut mult timp că a fost otrăvit de fratele său Ferdinando. Din cei cinci copii, doar doi au ajuns la maturitate: Eleonora și Maria de' Medici, care s-a căsătorit cu Henric al IV-lea și a devenit regină a Franței.
- Isabella de' Medici (n. 31 august 1542 - d. 15 iulie 1576); a murit strangulată de soțul său Paolo Giordano I Orsini.
- Giovanni de' Medici, Cardinal (n. 29 septembrie 1543 - d. 20 noiembrie 1562); a murit de malarie.
- Piero (Piedricio) (n. 10 august 1546 - d. 9 iunie 1547)
- Lucrezia de' Medici (n. 14 februarie 1545 - d. 21 aprilie 1561); a fost căsătorită cu Alfonso di Ercole II d'Este, duce de Ferrara și a murit de tuberculoză
- Garzia de' Medici (n. 5 iulie 1547 - d. 12 decembrie 1562); a murit de malarie.
- Antonio (n. 1 iulie 1548 - d. 1548)
- Ferdinando I de' Medici, Mare Duce de Toscana (n. 30 iulie 1549 - d. 17 februarie 1609); a abandonat funcția de cardinal la moartea fratelui său Francesco pentru a deveni Mare Duce de Toscana. A fost căsătorit cu Cristina de Lorena și au avut mulți copii.
- Anna de' Medici (n. 10 martie 1553 - d. 6 august 1553).
- Pietro de' Medici (n. 3 iunie 1554 - d. 25 aprilie 1604); a fost căsătorit cu verișoara sa Eleonora Álvarez de Toledo, pe care a ucis-o pentru adulter. S-a recăsătorit în 1593 cu Beatriz de Menezes.

## Legături externe
- Scrisorile Eleonorei de Toledo Arhivat în 4 septembrie 2007, la Wayback Machine.